# 布氏非鯽
布氏非鯽，為條鰭魚綱䲁形目麗魚科異齒非鯽屬的一種，俗稱非洲十間，分佈于西非賴比瑞亞至幾內亞比索，體長20-40 cm，椭圆形，體色灰白，體表從眼睛到尾鰭約有8-10條暗黑色環帶繞身。適宜水温為22-29℃，雜食性，成長快，較好鬥，對水質不挑剔。游姿悠閑高貴，故有一定觀賞價值。體色隨健康狀況和心情變化，十分明顯。雄鱼体色鲜艳，背鳍、臀鳍末梢尖长，雌鱼色淡，属口孵卵生鱼类。饲养時最好用配有強大過濾裝置的大水族箱，在泰國、台灣等地成為外來入侵物種。